# Convention de Chypre
La convention de Chypre du 4 juin 1878 est un accord secret conclu entre la Grande-Bretagne et l'Empire ottoman qui accorde le contrôle administratif de Chypre à la Grande-Bretagne (voir Chypre britannique), en échange de son soutien aux Ottomans lors du congrès de Berlin. Les dispositions de la Convention maintiennent les droits ottomans sur le territoire de Chypre.
Cet accord résulte de négociations secrètes qui ont lieu plus tôt en 1878. La convention est abrogée par les Britanniques le 5 novembre 1914, lorsque la Grande-Bretagne et l'Empire ottoman se retrouvent en guerre l'un contre l'autre.

## Administration britannique établie, 1878
Le sultan, Abdul Hamid II, cède l'administration de Chypre à la Grande-Bretagne, en échange de garanties que la Grande-Bretagne utiliserait l'île comme base pour protéger l'Empire ottoman contre une éventuelle agression russe. Les Britanniques se voient offrir Chypre à trois reprises (en 1833, 1841 et 1845) avant de l'accepter en 1878.
Au milieu des années 1870, la Grande-Bretagne et d'autres puissances européennes sont confrontées à la nécessité de prévenir l'expansion russe dans des régions contrôlées par un Empire ottoman affaibli. La Russie cherche à combler le vide de pouvoir en étendant l'empire du tsar vers l'ouest et le sud en direction du port en eaux chaudes de Constantinople et des Dardanelles. L'administration britannique de Chypre est destinée à prévenir une telle expansion. En juin 1878, des négociations clandestines entre la Grande-Bretagne et la Porte aboutissent à la convention de Chypre, par laquelle « Sa Majesté Impériale le Sultan consent en outre à céder l'île de Chypre pour être occupée et administrée par l'Angleterre ».
Il existe une certaine opposition à l'accord en Grande-Bretagne, notamment de la part du chef libéral William Ewart Gladstone. Lorsque Gladstone revient au pouvoir, il ne rend pas l'île. Le nationalisme chypriote grec se manifeste auprès des nouveaux dirigeants, lorsqu'au cours d'un discours de bienvenue à Larnaca pour le premier haut-commissaire britannique à Chypre, l'évêque de Kition exprime l'espoir que les Britanniques accéléreraient l'unification de Chypre et de la Grèce comme ils l'avaient fait auparavant avec les Îles Ioniennes. Ainsi, les Britanniques se trouvent dès le début de leur administration confrontés à la réalité que l'enosis est vitale pour de nombreux Chypriotes grecs.
L'île sert de base militaire clé à la Grande-Bretagne sur la route maritime vers l'Inde britannique, alors possession étrangère la plus importante de la Grande-Bretagne. En 1906, un nouveau port à Famagouste est achevé, augmentant l'importance de Chypre en tant que poste naval stratégique protégeant les approches du canal de Suez. Au début de la Première Guerre mondiale, l'Empire ottoman rejoint les Puissances centrales, et le 5 novembre 1914, la Grande-Bretagne annexe Chypre, mettant fin à la convention.

## Tribut de Chypre
Les termes de la Convention stipulent que l'excédent des recettes de l'île sur les dépenses de l'administration doit être versé sous forme de « paiement annuel fixe » par la Grande-Bretagne au Sultan. Cette disposition permet à la Porte d'affirmer qu'elle n'a pas cédé ou abandonné Chypre aux Britanniques, mais a simplement temporairement transféré l'administration. En raison de ces termes, l'action est parfois décrite comme une location britannique de l'île. Le « tribut de Chypre » devient une source majeure de mécontentement sous-jacente aux troubles ultérieurs à Chypre.
Les négociations déterminent finalement la somme du paiement annuel fixe à exactement 92 799 livres sterling, onze shillings et trois pence. Le gouverneur de l'île, Ronald Storrs, écrit plus tard que le calcul de cette somme est fait avec « toute cette exactitude scrupuleuse caractéristique des comptes falsifiés ». Les Chypriotes se retrouvent non seulement à payer le tribut, mais aussi à couvrir les dépenses de l'administration coloniale britannique, créant une pression continue sur une économie déjà pauvre.
Dès le début, la question du tribut de Chypre est sévèrement aggravée par le fait que l'argent n'est jamais payé à la Turquie. Au lieu de cela, il est déposé à la Banque d'Angleterre pour rembourser les prêts de guerre de Crimée de la Turquie (garantis par la Grande-Bretagne et la France) sur lesquels la Turquie a fait défaut. Cet arrangement trouble grandement les Turcs ainsi que les Chypriotes. La petite somme restante est versée dans un fonds de prévoyance, ce qui irrite encore plus la Porte. L'opinion publique à Chypre considère que les Chypriotes sont contraints de payer une dette à laquelle ils ne sont en aucune manière liés. L'agitation contre le tribut est incessante, et le paiement annuel devient un symbole de l'oppression britannique.
Il y a aussi une opposition britannique au tribut. Le sous-secrétaire d'État aux Colonies, Winston Churchill, visite Chypre en 1907 et, dans un rapport sur sa visite, déclare : « Nous n'avons aucun droit, sauf par la force majeure, de prendre un sou du tribut de Chypre pour nous libérer de nos propres obligations, aussi malheureusement contractées soient-elles ». Le Parlement vote rapidement une subvention annuelle permanente de 50 000 livres sterling à Chypre et réduit le tribut en conséquence.

## Annexion de Chypre par la Grande-Bretagne, 1914, met fin à la convention
À la suite du déclenchement de la Première Guerre mondiale, l'Empire ottoman décide de rejoindre la guerre aux côtés des puissances centrales, et le 5 novembre 1914, la Grande-Bretagne annexe officiellement Chypre en tant que colonie de la Couronne. En même temps, le khédivat ottoman d'Égypte et du Soudan est déclaré sultanat d'Égypte, un protectorat britannique.

## Lectures supplémentaires
- Andrekos Varnava British imperialism in Cyprus, 1878–1915: the inconsequential possession (Manchester UP, 2017)